# The Robbie Williams Show
The Robbie Williams Show è un DVD di Robbie Williams, messo in commercio nel 2003.
Documenta l'esibizione del cantante inglese ai Pinewood Studios di Londra nel 2002 qualche mese prima della pubblicazione del disco Escapology.

## Tracklist
1. Trouble/Handsome Man (da Escapology)
2. Rock DJ (da Sing When You're Winning)
3. Strong (da I've Been Expecting You)
4. Something Beautiful (da Escapology)
5. Feel (da Escapology)
6. Have You Met Miss Jones? (da Swing When You're Winning)
7. Mr. Bojangles (da Swing When You're Winning)
8. One for My Baby (da One More for the Road) (from Swing When You're Winning)
9. Ain't That a Kick in the Head? (da Swing When You're Winning)
10. Monsoon (da Escapology)
11. Hot Fudge (da Escapology)
12. No Regrets (da I've Been Expecting You)
13. Nan's Song (da Escapology)
14. Me and My Monkey (da Escapology)
15. One Fine Day (b-side della canzone Come Undone)
16. Come Undone (da Escapology)
17. Angels (da Life thru a Lens)

### Contenuti Speciali
- Tracce bonus

1. How Peculiar
2. Feel
3. Sexed Up
4. Revolution

- What a performance: dietro le quinte del concerto
- Galleria fotografica
- Lights game (Easter egg: Sweet Home Alabama)
- Crediti